# Уануко
Уа́нуко (исп. Huánuco) — город в Перу, административный центр региона Уануко. Расположен на высоте 1900 метров над уровнем моря на восточном склоне Анд в долине реки Уальяга. Население города — около 200 тысяч человек.

## История
Город был основан 15 августа 1539 года испанским конкистадором Гомесом де Альварадо и Кантрерасом на равнинах Уануко и Вьехо. Вскоре капитан Педро Баррозо вынужден перенести поселение в долину реки Уальяга из-за частых нападений инков под руководством Инка Ильятупак.
Уануко играл важное значение во время войны за независимость Перу, а также войны с Чили. Во время войны с Чили в Уануко было мобилизовано несколько батальонов для регулярной армии, а также действовали партизанские отряды, наиболее известным из таких отрядов командовал национальный герой Перу Леонсио Прадо Гутьеррес.

## Климат
Средняя температура в городе составляет 24°, что является привлекательным для многих туристов и гостей города которые часто называют Уануко «город вечной весны». Наиболее низкие температуры в районе города в зимнее время, то есть в июле и августе (21° днём, 17° ночью). Наиболее высокая температура летом, в ноябре и декабре 30° днём.

## Экономика
Основной отраслью экономики является сельское хозяйство, в дополнение к основным сельхоз культурам в районе города выращиваются бананы, апельсины, папайя и другие. В более тёплых низинах реки Уальяга выращиваются также кофе и какао-бобы. В районе города также ведётся добыча нефти и других полезных ископаемых.

## Панорама

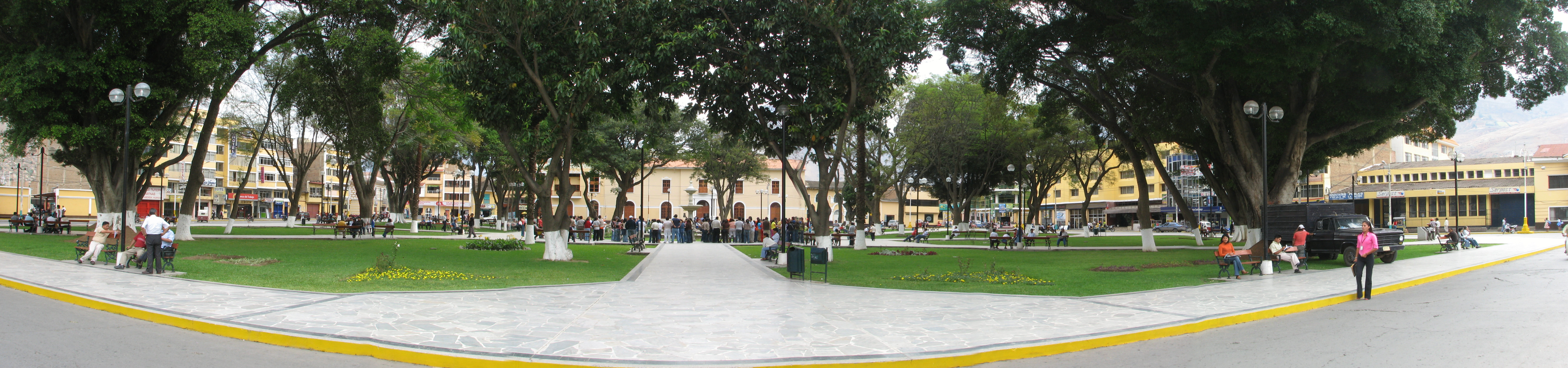
Площадь Армас в Уануко